# Новомихайловка (Солонцовое)
Новомихайловка (укр. Новомихайлівка, крымскотат. Novomihaylovka) — упразднённое село в Джанкойском районе Республики Крым, включённое в состав Солонцового. Располагалось на месте юго-западной части современного села.

## История
Впервые в исторических документах селение встречается в Списке населённых пунктов Крымской АССР по Всесоюзной переписи 17 декабря 1926 года, согласно которому в селе Михайловка Джаракского сельсовета Джанкойского района числилось 10 дворов, все крестьянские, население составляло 55 человек, из них 30 русские, 25 украинцев. На километровой карте Генштаба Красной армии 1941 года село подписано, как Михайловка. На подробной карте РККА северного Крыма 1941 года в Ново-Михайловке отмечено 42 двора, название встречается на двухкилометровой карте РККА 1942 года.
В 1944 году, после освобождения Крыма от фашистов, 12 августа 1944 года было принято постановление № ГОКО-6372с «О переселении колхозников в районы Крыма» и в сентябре 1944 года в район приехали первые новоселы (27 семей) из Каменец-Подольской и Киевской областей, а в начале 1950-х годов последовала вторая волна переселенцев из различных областей Украины. С 25 июня 1946 года Новомихайловка в составе Крымской области РСФСР. Указом Президиума Верховного Совета РСФСР от 18 мая 1948 года, безымянный населённый пункт совхоза Трещёв переименовали в Артезианку. 26 апреля 1954 года Крымская область была передана из состава РСФСР в состав УССР. Новомихайловка включена в состав Солонцового до 1960 года, поскольку в «Справочнике административно-территориального деления Крымской области на 15 июня 1960 года» селение уже не значилось (согласно справочнику «Крымская область. Административно-территориальное деление на 1 января 1968 года» — в период с 1954 по 1968 год).